# Provincia Ogooué-Ivindo
Provincia Ogooué-Ivindo este una dintre cele 9 unități administrativ-teritoriale de gradul I ale statului Gabon.